# 萩郵便局
萩郵便局（はぎゆうびんきょく）
- 山口県萩市にある郵便局。本記事にて記述する。
- 和歌山県田辺市にある郵便局。取扱局番号は47089。

萩郵便局（はぎゆうびんきょく）は、山口県萩市にある郵便局。民営化前の分類では集配普通郵便局であった。

## 概要
住所：〒758-8799 山口県萩市江向440-1

### 郵便集配所
- 見島郵便集配所 (55095) [1] -  〒758-0701 山口県萩市見島本村241（見島郵便局に併設）

## 沿革
- 1872年1月14日（明治4年12月5日） - 萩郵便取扱所として開設[2]。
- 1873年（明治6年）4月 - 萩郵便役所となる。
- 1875年（明治8年）1月1日 - 萩郵便局（三等）となる。翌日より為替取扱を開始。
- 1878年（明治11年） - 貯金取扱を開始。
- 1892年（明治25年）3月1日 - 萩郵便電信局となる。
- 1903年（明治36年）4月1日 - 通信官署官制の施行に伴い萩郵便局となる。
- 1956年（昭和31年）10月1日 - 電話通話および和文電報受付事務の取扱を開始[3]。
- 1967年（昭和42年）9月 - 局舎新築落成。
- 1995年（平成7年）6月26日 - 萩市東田町から、同市江向に移転。
- 1998年（平成10年）9月1日 - 外国通貨の両替および旅行小切手の売買に関する業務取扱を開始。
- 2006年（平成18年）9月11日 - 三見郵便局（〒759-3799→〒759-3721）、福井郵便局（〒758-0299→〒758-0212）、紫福郵便局（〒758-0599→〒758-0501）からそれぞれ「759-37xx」「758-02xx」「758-05xx」区域の集配業務を移管[4]。
- 2007年（平成19年）3月5日 - 見島郵便局（〒758-0799→〒758-0701）から「758-07xx」区域の集配業務を移管。
- 2007年（平成19年）10月1日 - 民営化に伴い、併設された郵便事業萩支店に一部業務を移管。
- 2012年（平成24年）10月1日 - 日本郵便株式会社発足に伴い、郵便事業萩支店を萩郵便局に統合。
- 2015年（平成27年）3月2日 - 川上郵便局から「758-01xx」区域の集配業務を移管。

## 取扱内容
- 郵便、印紙、ゆうパック、内容証明
- 貯金、為替、振替、振込、国際送金、外貨両替・トラベラーズチェック、国債、投資信託
- 生命保険、バイク自賠責保険、自動車保険
- ゆうちょ銀行ATM
- 萩市内の一部地域（旧萩市のうち大井を除く区域、旧川上村、旧福栄村：〒758-00xx、758-85xx、758-86xx、758-87xx、759-37xx、758-01xx、758-02xx、758-05xx、758-07xx）の集配業務
- ゆうゆう窓口

## 周辺
- 萩市役所
- 萩明倫館跡

## アクセス
- JR山陰本線 東萩駅から徒歩約21分
- 萩バスセンターから徒歩約6分
- 萩循環まぁーるバス 萩市役所停留所下車
- 国道191号沿い
- 駐車場あり：27台